# William Kemmler
William Francis Kemmler, né le 9 mai 1860 à Philadelphie en Pennsylvanie et mort le 6 août 1890 à Auburn dans l'État de New York, est le premier condamné à la peine capitale à être exécuté au moyen d'une chaise électrique.

## Biographie
Ses deux parents étaient des immigrants allemands et tous deux étaient alcooliques. Il abandonne l'école à 10 ans et la quitte sans savoir lire ni écrire. Kemmler travaille dans la boucherie de son père mais celui-ci meurt d'une infection après une bagarre déclenchée à la suite d'une beuverie. Sa mère succombe également des suites de son alcoolisme. À la mort de ses parents, il se lance dans le commerce et gagne suffisamment pour acheter un cheval et une charrette. Il devient alors un gros buveur et fait des paris absurdes qui le conduisent à la perte de ses maigres avoirs. À Buffalo, où il avait élu domicile, ses beuveries étaient réputées.

## Crime et condamnation

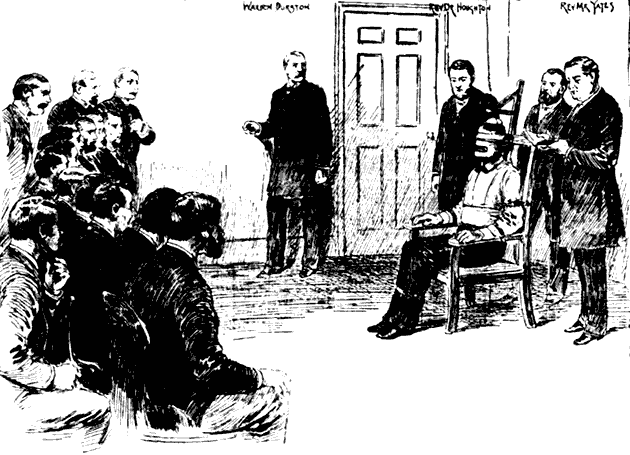
Croquis de l'exécution de William Kemmler, le 6 août 1890.

Le 29 mars 1889, au cours d'une soirée de beuverie, Kemmler tue sa compagne Matilda « Tillie » Ziegler avec une hache, après une forte dispute. Il est jugé pour meurtre et condamné à mort. L'exécution devait avoir lieu le 6 août 1890, à six heures du matin à l'établissement correctionnel d'Auburn, au moyen de la chaise électrique. Ses avocats firent appel, arguant du fait que l'électrocution était une punition atroce et inhabituelle ; George Westinghouse, un de ceux qui soutenaient l'usage du courant alternatif comme norme pour la distribution d'énergie, appuya leur appel, qui fut cependant rejeté en partie parce que Thomas Edison soutint la position de l'État (Edison soutenait l'usage du courant continu pour la fourniture de courant et on pense[Qui ?] que c'est lui qui a vu dans la publicité qui entourait la chaise électrique un moyen de convaincre l'opinion que le courant alternatif était dangereux).
Les détails pratiques concernant la chaise électrique furent mis au point par le premier « Électricien d'État », Edwin Davis (en).
La première tentative d'exécution échoua : Kemmler reçut une décharge électrique pendant 17 secondes, qui ne suffit pas à le tuer. On fit monter la tension jusqu'à 2 000 volts, mais le générateur eut besoin de temps pour se recharger. Mais après une nouvelle décharge, Kemmler respirait encore imperceptiblement. La troisième tentative dura plus d'une minute et la scène fut décrite comme horrible par beaucoup de ceux qui y avaient assisté, avec une odeur de chair brûlée et de la fumée qui s'échappait du corps de Kemmler. Westinghouse plus tard donna ce commentaire : « Ils auraient mieux fait de se servir d'une hache ». Un journaliste témoin de l'exécution déclara lui aussi que c'était « un spectacle atroce, bien pire qu'une pendaison ».

## Postérité
La polémique opposant Westinghouse et Edison (malgré les recours juridiques de Westinghouse, l'exécution a bien lieu mais Edison ne parvient cependant pas à imposer le mot « Westinghousé » au lieu d'« électrocuté » dans le langage public,), ainsi que les discussions nombreuses qui eurent lieu dans les mois qui précédèrent et suivirent l'exécution de Kemmler furent suivies par des scientifiques et hommes politiques du monde entier et, autant que les moyens de l'époque le permettaient, furent relayées par la presse notamment la presse technique de France, de Belgique et du Royaume-Uni. L'enjeu n'était ni plus ni moins que la mise au point d'une méthode d'exécution rompant avec la brutalité des méthodes habituelles (pendaison, guillotine). L'échec en ce sens de cette première exécution et de celles qui suivirent suscita le désintérêt rapide ailleurs qu'aux États-Unis.
Le roman de Christopher Davis Coup d'œil dans le vingtième siècle (Harper et Row, 1971) offre un récit romancé des dernières semaines de la vie de Kemmler et de la guerre des courants qui se déroulait autour de lui, laquelle préfigure avec une pertinence rare l'une des questions éthiques majeures du siècle qui suivra : celle de la responsabilité morale des savants face à l'exploitation politique de leurs « découvertes ». La scène de l'exécution, la bataille entre Edison et Westinghouse ainsi que les recherches sur les exécutions capitales au moyen de l'électricité sont également évoquées dans le roman Des éclairs, de Jean Echenoz (2010) et dans la pièce de théâtre Lumière de Stéphane Landowski .